# Juan Gómez Medina
Juan Andrés Gómez Medina (Rancagua, Chile, 9 de febrero de 1992) es un futbolista chileno que juega de defensa actualmente en el Independiente de Cauquenes de la Tercera división de Chile.

## Clubes
| Club                                      | País  | Año       |
| ----------------------------------------- | ----- | --------- |
| O'Higgins                                 | Chile | 2008-2011 |
| Deportes Concepción                       | Chile | 2012      |
| Club Deportivo y Social ente de Cauquenes | Chile | 2014-Act. |

- Datos: Q6299968